# Pour une poignée de noisettes
Pour plus de détails, voir Fiche technique et Distribution.
Pour une poignée de noisettes (titre original : Pests for Guests) est un court métrage d'animation américain de la série Merrie Melodies mettant en scène les Goofy Gophers et Elmer Fudd, réalisé par Friz Freleng, sorti en 1955.

## Fiche technique
- Titre : Pour une poignée de noisettes
- Titre original : Pests for Guests
- Réalisation : Friz Freleng
- Scénario : Warren Foster
- Animateurs : Ken Champin, Arthur Davis, Manuel Perez, Virgil Ross
- Montage : Treg Brown
- Musique : Milt Franklyn
- Son : Treg Brown
- Producteur : Edward Selzer
- Sociétés de production : Warner Bros. Cartoons
- Sociétés de distribution : Warner Bros. Cartoons
- Pays d'origine :  États-Unis
- Format : Couleur (Technicolor) — 35 mm — 1,37:1 — Son : Mono
- Genre : Film d'animation, comédie d'aventures
- Durée : 7 minutes
- Dates de sortie :
  - États-Unis :  29 janvier 1955

## Distribution
- Mel Blanc : Mac, vendeur de meubles (voix)
- Arthur Q. Bryan : Elmer Fudd (voix)
- Stan Freberg : Tosh (voix)